# Acacia scabra
Acacia scabra é uma espécie de leguminosa do gênero Acacia, pertencente à família Fabaceae.